# Chimarra weitschati
Chimarra weitschati là một loài Trichoptera hóa thạch trong họ Philopotamidae.